# Гелена Демакова
Гелена Демакова (латис. Helēna Demakova; нар. 3 вересня 1959) — латвійський історик мистецтв і політик, міністр культури Латвії в 2004—2009 роках. Депутатка Сейму Латвії 9-го скликання, викладачка Латвійської академії мистецтв.

## Освіта
Гелена Демакова закінчила Ризьку середню школу № 3 в 1977 році. Потім навчалася на підготовчих курсах Латвійської академії мистецтв у 1978—1982 роках (клас художниці Марини Аїнбиндере), факультет іноземних мов Латвійського державного університету в 1987 році (відділення німецьких мов і літератури). Магістр Латвійської академії мистецтв у 2007 році, професія — історик мистецтв і куратор виставок.

## Професійна кар'єра
У 1985—1988 роках Гелена Демакова працювала старшим редактором у науковому відділенні культури і мистецтва Латвійської державної бібліотеки. У 1988—1990 роках — член Колегії художників при управлінні мистецьким і культурним спадщиною Міністерства культури Латвійської РСР. З 1990 року працювала викладачкою історії культури Латвійської державної академії культури і в Латвійському державному університеті, член редколегії журналів «Grāmata» і «Kentaurs XXI»; куратор латвійських та міжнародних виставок (більше 40). Спеціалізувалася на виставках сучасного мистецтва країн Балтії, у тому числі кінця 1980-х — початку 1990-х років.
У 1996 році була призначена радником прем'єр-міністра Андріса Шкеле з питань культури, у 1998 році стала виконавчим директором громадсько-освітнього фонду «Jaunā akadēmija». У тому ж 1998 році Гелена Демаковаобула брана вдоСейм уЛатвії 7-го скликання від Народної партії Латвії, підписавши її маніфест вуквітні 1998 року. У жовтні 2002 року знову балотувалася на виборах до Сейму від Народної партії, в листопаді обрана членом правління партії.
У березні 2004 року затверджена міністром культури Латвії в уряді Ідуліса Емсіса, продовживши роботу і при Айгаре Калвітісу. Після вступу на посаду Гелена Демакова неодноразово говорила про необхідність захисту латвійської культури, мови та історії, щоб зберегти національну ідентичність Латвії і латишів, внаслідок чого здійснила ряд ініціатив щодо розвитку технологій та інфраструктури Латвії для підтримки культури і мистецтв. Наприкінці 1990-х років Демакова отримувала гранти на розвиток латвійських бібліотек, однак робота йшла не за планом. За час своєї роботи міністром культури Гелена Демакова двічі відкинула проекти програм інтеграції російськомовного населення Латвії в суспільство.
Гелена Демакова у 2008 році домоглася того, що в Ризі почала будуватися Латвійська національна бібліотека, відома як «Замок світла». Її будівництво намагалася саботувати опозиційна партія «Новий час», а громадські організації критикували Демакову через постійно зростаючі витрати на будівництво та утримання бібліотеки. Однак вона активно виступала на захист бібліотеки і навіть критикувала Валдіса Затлерса за небажання підтримати будівництво. Учасниця проекту «Спадщина 2018» (латис. Mantojums 2018) за реставрацію всіх пам'яток культури (запущений в 2006 році). Організувала програму будівництва концертних залів у регіональних міських центрах з 2007 року: в 2013 році подібний зал відкрився в Резекне, в 2014 році — в Цесісе, у 2015 — у Лієпаї. У 2007 році організувала конкурс на будівництво пам'ятника жертвам радянських репресій; пропонувала розбудову Музею окупації і розташування пам'ятника жертвам репресій авторства Крістапа Гелжса, однак її проект заблокувала партія Національного об'єднання, чому Гелена була вкрай обурена.
Гелена Демакова також брала участь в організації низки культурних фестивалів: «Латвія дивує» (латис. Pārsteidzošā Latvija, 2005, Франція); фестивалі в Латвії «Французька весна» (2007) та «О! Німеччина» (2008), Фестиваль латиської культури в Росії 2007/2008 та фестиваль російської культури в Латвії 2008 року. Вона була організаторкою виставок радянських автомобілів 2007 року. У 2005 році підписала угоду з ABLV Bank про збір експонатів для майбутнього Латвійського музею сучасного мистецтва. У 2006 році заснувала Ризький камерний оркестр Sinfonietta Riga, почала будівництво Будинку письменників і перекладачів у Вентспілсі й уклала контракт з фондом Білла і Мелінди Гейтсів на суму 16,2 млн доларів США на обладнання комп'ютерами всіх латвійських міських бібліотек. У 2007 році був запущений Латвійський культурний канон. У 2008 році у складі Латвійського національного художнього музею був заснований музей Романа Сути та Олександри Беєьцової; тоді ж почалося фінансування реконструкції концертного залу «Спікери» та центру сучасного мистецтва «Кім» у кварталі Спікери. Через фінансову кризу були скасовані плани з будівництва нового концертного залу в Ризі і Ризького музею сучасного мистецтва.
У 2009 році Гелена Демакова пішла у відставку за станом здоров'я, оскільки лікарі поставили їй діагноз — остеомієліт. При цьому попередник Демакової, Інгуна Рібена, піддала критиці всю діяльністю Демакової, звинувативши її в незаконному укладанні контракту на суму в розмірі 6 мільйонів латів (12 мільйонів доларів США), які повинні були піти на проектування концертного залу, а також на створення підставного агентства Jaunie Trīs brāļi нібито для будівництва залу.

## Нагороди

### Ордена
- Командор ордена Трьох зірок (2014)
- Командор ордена мистецтв і літератури (2007)
- Золота медаль «За заслуги в культурі Gloria Artis» (2007)

### Почесні звання
- Президент Асоціації друзів Марселя Пруста в Ризі (з 2010)
- Голова ради асоціації «За створення контенту Ризького музею сучасного мистецтва» (з 2014)
- Засновник Асоціації Балтійсько-Чорноморського альянсу (2008)
- Член наукової ради Латвійської академії мистецтв (з 2010)
- Член міжнародної ради експертів Ризького музею сучасного мистецтва (з 2005)
- Член ради експертів на підтримку створення Ризького музею сучасного мистецтва (з 2014)
- Член Почесного Ради Асоціації Музею окупації (з 2008)
- Член Спілки художників Литви (з 1989)

## Виставки
- Сон в ніч літнього сонцестояння (Sapnis vasaras naktī), Rauma Biennale Balticum 1994, музей мистецтв Раума, Фінляндія, 1994
- Пам'ятник (Piemineklis), виставка в громадських місцях, Рига, 1995
- Порт мистецтва (Port of Art), виставка в громадських місцях, Котка, Фінляндія, 1995
- Особистий час. Латвійське, естонське і литовське мистецтво. 1945—1996 (Personal Time. Latvian, Estonian and Lithuanian Art. 1945—1996.). Латвійський павільйон. Загента (англ.), Варшава; Манеж, Санкт-Петербург, 1996
- Казки, билини (Stories, Storytellers). Латвійський павільйон. Венеціанська бієнале, 1999
- Рига 800 Магічна флейта (Riga 800 Magic Flute). Латвійський павільйон. Венеціанська бієнале, 2001
- Балтійська безпека! (Baltic Security!) Арланда, Стокгольм, 2000
- 2 SHOW, виставка юних латвійських і литовських художників (з Кястутісом Куїзінасом), Центр сучасного мистецтва, Вільнюс, 2003
- Постійна виставка, Стокгольмська школа економіки, Рига, 2005
- Постійна інсталяція Дмитра Гутова, художній музей «Ризька біржа», 2012[25]
- Test, виставка колекції Ризького музею сучасного мистецтва, Латвійський національний художній музей, 2012
- Привіт, голова! (Sveika, galva!), виставка латвійського сучасного мистецтва, Музей історії Латвійської залізниці, 2014
- Собі. Історія латвійського сучасного мистецтва (Patība. Latvijas laikmetīgās mākslas vesture), Латвійська національна бібліотека, 2014—2015
- Виставка фонду Бориса та Інари Тетеревих, з 2014[26]

## Публікації
- Demakova, Helēna, compiler and editor-in-chief. The Self. Personalities on the Road to Contemporary Art — the 1960s-1980s in Soviet Latvia (Patība. Personības ceļā uz laikmetīgo mākslu — Padomju Latvijas 60.-80. gadi). Riga: Ministry of Culture of the Republic of Latvia, 2011. In Latvian
- Demakova, Helēna. They wouldn't Notice. Latvian Contemporary Art and the International Context / Nepamanīs. Latvijas laikmetīgā māksla un starptautiskais konteksts. Riga: Satori, 2010. In Latvian and English
- Demakova, Helēna. Different Conversations: Writings on Art and Culture / Citas sarunas: raksti par mākslu un kultūru.  Riga: Visual Communications Department of the Art Academy of Latvia, 2002. In Latvian and English
- Demakova, Helēna, compiler and editor-in-chief. Riga 800 Magic Flute / Rīgas astoņsimtgades Burvju пара flauta (Catalogue of international contemporary art at the 49th Місті Biennale). Riga: Latvian Centre for Contemporary Art, 2001. In Latvian and English
- Karlstrom, Paul J. Raimonds Staprans: Art of Tranquility and Turbulence. With essays by Helāna Demakova and Peter Selz.  Seattle, London: University of Washington Press, 2005
- Demakova, Helēna. «Monument revisited». In Primary Documents: a Sourcebook for Eastern and Central European Art since the 1950s. Ed. Laura Hoptman, Tomáš Pospiszyl. New York: Museum of Modern Art, 2002
- Demakova, Helēna. «Apple Harvest or Art in Latvia 1945—1995: Between Personal and Ideological Time». In Personal Time: Art of Estonia, Latvia Lithuania and 1945—1996. Anda Rottenberg, Galeria Zachęta. Catalogue of an exhibition held спільно at the Zachȩta Gallery of Contemporary Art, Warsaw and the Centre for Contemporary Art Ujazdowski Castle, Warsaw, 9 September-13 October 1996. Warsaw: Zachęta Gallery of Contemporary Art, 1996